# Lerda
Se llama lerda a un abultamiento que se forma en la parte inferior y externa del antebrazo de los animales de carga, la denominación técnica es bursitis. 
Es producida por el acúmulo de líquido sinovial en la vaina tendinosa que hay debajo de la expansión aponeurótica de esta región. Se puede presentar también en la parte interna. Se origina como consecuencia del exceso de esfuerzo por sobrepasar los límites de las fuerzas del caballo y/o mula, que son los animales en que se observa con más frecuencia.